# 石碁南站
石碁南站是广州地铁3号线的一个车站，位於中国广东省广州市番禺区亚运大道朱份路口的地底，于2024年11月1日随3号线东延段开通而启用。
本站与西北侧的广州新城停车场接轨。

## 车站结构

### 车站楼层
本站为地下二层岛式车站，是3号线东延段工程中最大的车站。车站地面为出入口、亚运大道、朱份路以及其它建筑；地下一层为站厅，地下二层为3号线站台。
| 地下一层 | 站厅          | 售票機、客服中心、商店、警务室、安检设施    |                            |                            |
| 地下二层 |               | █3号线 机场北或天河客运站方向（下站：傍江） |                            |                            |
|          | 2 站台 4 站台 | 岛式站台（卫生间、母婴室）                  | 岛式站台（卫生间、母婴室） | 岛式站台（卫生间、母婴室） |
|          |               | █3号线 备用站台                             |                            |                            |
|          | 3 站台 1 站台 | 岛式站台（卫生间、母婴室）                  | 岛式站台（卫生间、母婴室） | 岛式站台（卫生间、母婴室） |
|          |               | █3号线 海傍方向（下站：海涌路）             |                            |                            |

### 站厅
石碁南站站厅設有自动售票機及智能客務中心。

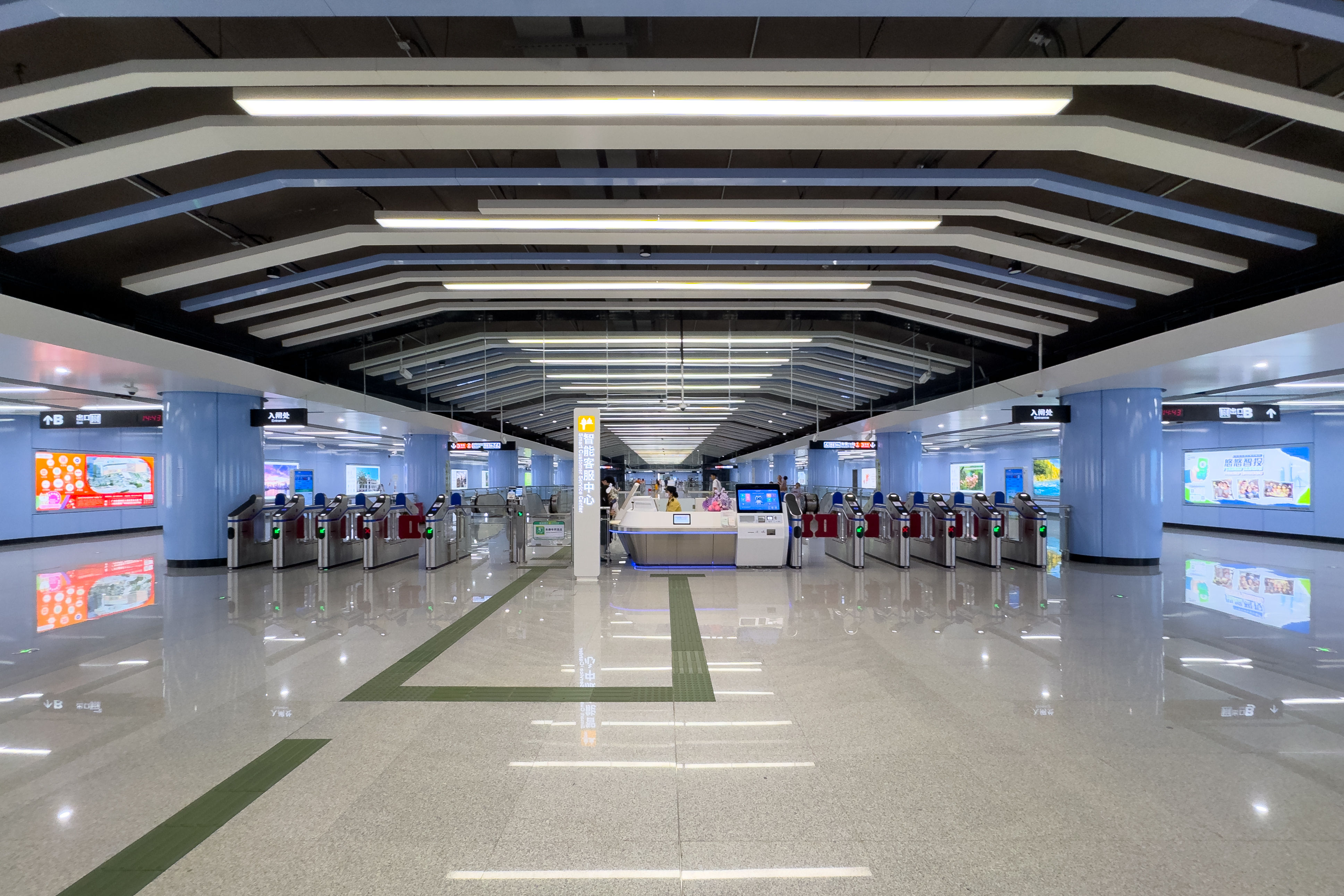
站厅

为方便行人进出，石碁南站站厅中部划分为收费区，收费区内均各自设有一台专用电梯、多条扶手电梯及楼梯分别联络两个站台。

### 站台

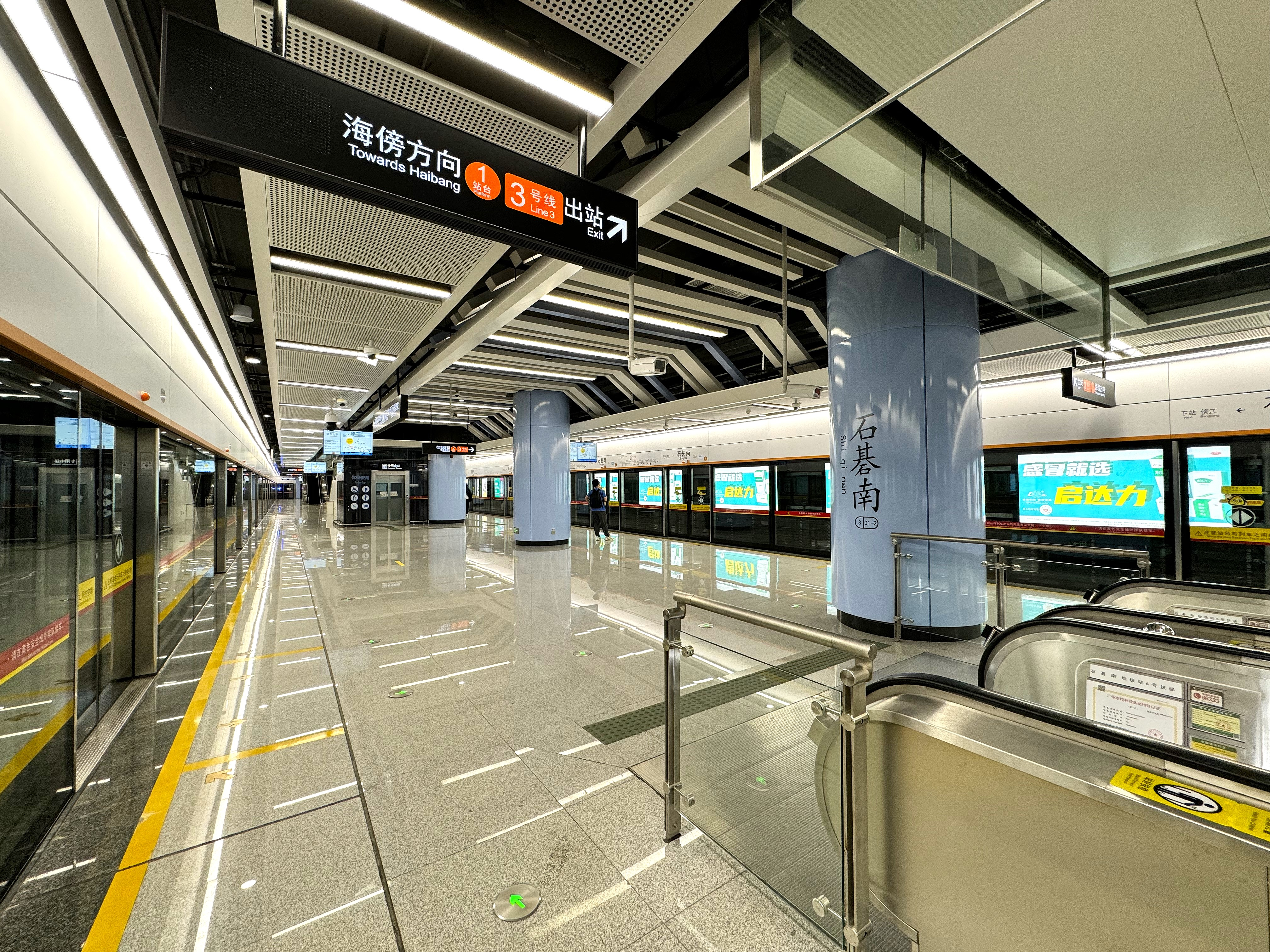
2号站台一侧

本站设有两个岛式站台，位于亚运大道地底。本站两个站台均在位处列车行进方向的一端设置卫生间及母婴室。
为方便列车进入中央路軌來往附近的广州新城停车场，本站月台两端设有多条渡线：在往海傍方向的正线与出段線处设有交叉渡线；入段线则设有一条渡线连接机场北方向的正线。隨後出段线与入段线通過一條渡線連接並合併為一條，成為中央路軌，並延長進入月台範圍。因此运营列车在本站主要停靠站台外侧的两组轨道，中间轨道则供列车出入停车场使用，不用于上落客。而在站后，两条正线各自设有一条渡线以连接中央路轨。
值得一提的是，该站的月台设计及站线配置21号线镇龙西站類似。此外在本站启用初期，中央路轨的两边月台均未获得站台编号，直到广州新城停车场正式启用后才分別獲編為3號及4號月台。

### 出入口
石碁南站共设有4个出入口。车站启用时开放位于亚运大道南侧的A、B出入口，亚运大道北侧的C、D出入口受亚运大道快捷化改造施工影响，分别延至2025年的4月30日和1月11日启用。
|                                           |                                                       |      |          |                                                  |
| 編號                                      | 设施                                                  | 照片 | 出口指示 | 建議前往的目的地                                 |
| A                                         | 扶手电梯标志                                          |      | 亚运大道 |                                                  |
| B                                         | 盲道标志 · 升降机标志 · 无障碍通道标志 · 扶手电梯标志 |      | 亚运大道 | 前锋路、地铁石碁南站（前锋村）公交车站（东行）   |
| C                                         | 扶手电梯标志                                          |      | 亚运大道 | 前锋路、地铁石碁南站（前锋村）公交车站（西行）   |
| D                                         | 盲道标志 · 扶手电梯标志                               |      | 亚运大道 | 朱份路、珑曜上城、合劲科技创新城公交车站（西行） |
| 註： 設有 \| 設有 \| 設有 \| 設有扶手電梯 |                                                       |      |          |                                                  |

## 接驳交通
石碁南站设有地铁石碁南站公交站供乘客接驳。
| 巴士 \| 编号 \| 编号 \| 线路 \| 线路 \| 线路 \| 收费 \| 备注 \| \| ---- \| ----- \| ---------------------- \| ---- \| ------------ \| ----- \| -------------- \| \| \| 番148 \| 番禺市桥汽车站 \| ⇆ \| 沙南村 \| 2–4元 \| \| \| \| 番149 \| 地铁海傍站 \| ⇆ \| 清流村 \| 2–3元 \| \| \| \| 番160 \| 儿童公园 \| ⇆ \| 莲花山港 \| 2–3元 \| 25–40分/班 \| \| \| 番162 \| 乐羊羊路（亚运城天骄） \| ⇆ \| 地铁海傍站 \| 2元 \| 15–30分/班 \| \| \| 番夜1 \| 地铁低涌站 \| ⇆ \| 金龙财富广场 \| 3元 \| 番80路附属线路 \| |       |                        |      |              |       |                |
| 编号 | 编号  | 线路                   | 线路 | 线路         | 收费  | 备注           |
| | 番148 | 番禺市桥汽车站         | ⇆    | 沙南村       | 2–4元 |                |
| | 番149 | 地铁海傍站             | ⇆    | 清流村       | 2–3元 |                |
| | 番160 | 儿童公园               | ⇆    | 莲花山港     | 2–3元 | 25–40分/班     |
| | 番162 | 乐羊羊路（亚运城天骄） | ⇆    | 地铁海傍站   | 2元   | 15–30分/班     |
| | 番夜1 | 地铁低涌站             | ⇆    | 金龙财富广场 | 3元   | 番80路附属线路 |

## 历史
本站最早出现在广州市城市轨道交通规划的2003年的方案中，当时3号线拟从番禺广场向東到達規劃廣州新城前往南沙，中途在亚运大道朱份路口附近设置车站。随后本站作为3号线东延段工程的一部分，在2017年3月下旬獲國家發改委批覆立項，2018年1月上旬获批工可报告。
本站于2020年7月31日正式开工建设，2022年9月实现主体结构封顶。
本站在规划和建设阶段被称为广州新城西站；2023年6月，广州地铁集团拟命名本站为石碁南站。公示期间因「石碁南」鲜有广州市民使用，该站命名引发坊间关注，有评论认为根据《广州市地铁车站命名规则》，「前锋」比「石碁南」更适合；但当局认为车站距离前锋路较远，未采纳有关建议，最终「石碁南站」于同年10月正式获批。
2024年5月31日，车站完成“三权”移交。2024年11月1日，3号线东延段开通运营，本站启用。